# Centipede (gra komputerowa)
Centipede – strzelanka wyprodukowana przez firmę Atari w 1980 roku na automaty do gier. Gra została zaprojektowana przez Eda Logg i Donę Bailey.

## Rozgrywka

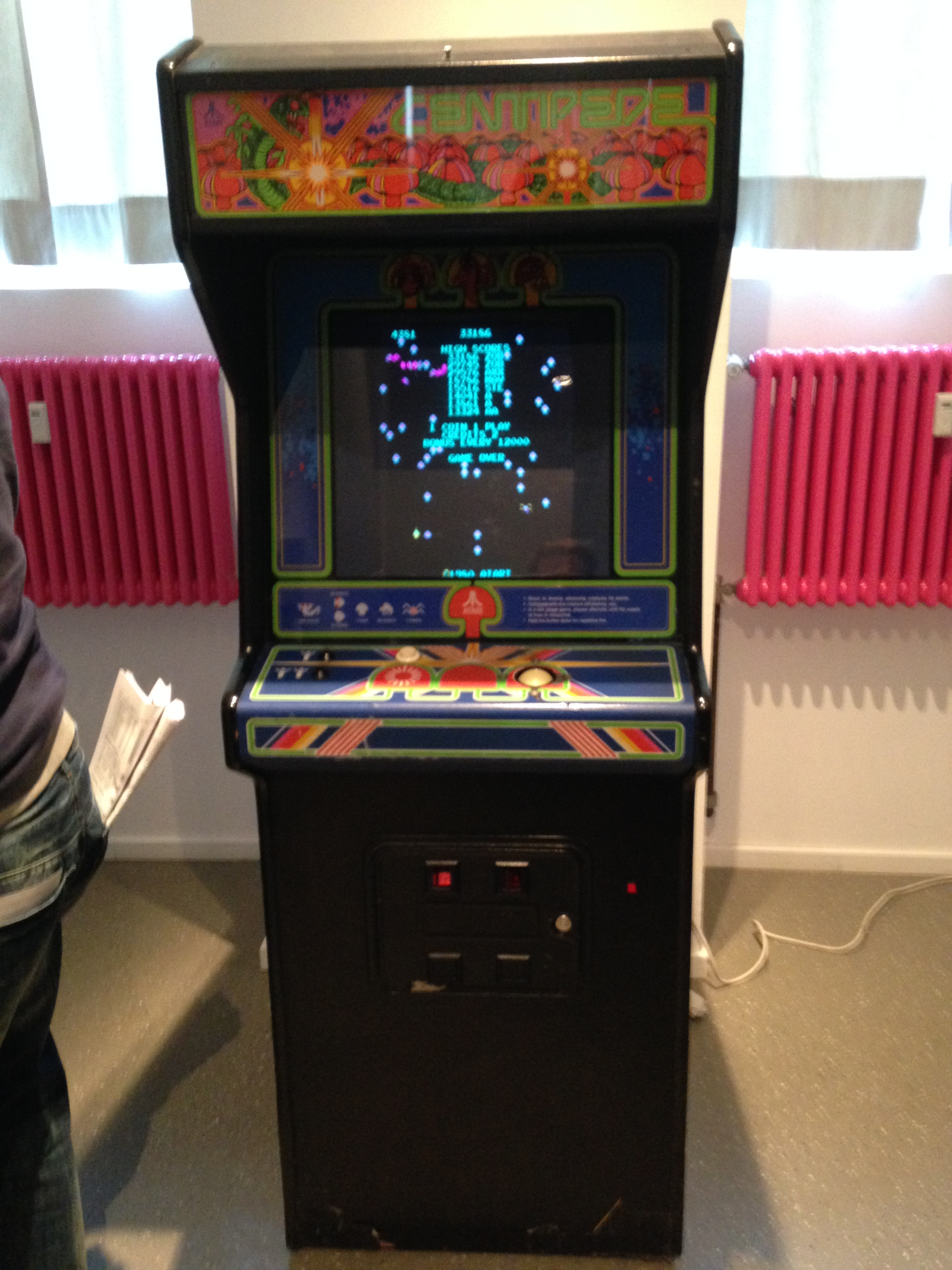
Automat do gry z grą Centipede

Gracz steruje niewielką głową humanoida znajdującą się na dole ekranu, w późniejszych portach gry, z konsol Atari 2600, Atari 5200 i Atari 7800, na okładkach kartridży postać gracza przedstawiona jest jako istota przypominająca elfa. Gracz może poruszać się po dolnej części ekranu i strzelać laserem do wija, który wychodzi z góry ekranu i stopniowo schodzi w dół pola grzybów, na którym rozgrywa się akcja gry. Gdy gracz trafi laserowym pociskiem wija, ten traci jeden segment swojego ciała, a w tym miejscu pojawia się grzyb, gdy gracz trafi w jego środek, wij dzieli się na dwie osobne części, z dwiema osobnymi głowami, które niezależnie od siebie poruszają się w dół ekranu.
Wij po rozpoczęciu drogi z góry ekranu, porusza się poziomo w lewo lub w prawo, gdy natrafi na grzyba, lub krawędź ekranu to schodzi o jeden poziom niżej i zmienia kierunek poruszania się na przeciwny, czym więcej jest grzybów na ekranie tym szybciej wij znajdzie się na dole ekranu. Gracz może niszczyć grzyby strzelając do nich.
Jeżeli wij dotrze na sam dół ekranu, to zaczyna się poruszać w górę, a na czwartym poziomie od dołu pojawia się szybko poruszająca pojedynczy segment (głowa) wija, proces ten trwa dopóki gracz nie zniszczy wszystkich wijów. Po zniszczeniu wija na górze ekranu pojawia się kolejny, który jest krótszy od poprzedniego, a przed nim porusza się krótki na jeden segment, szybki wij.
Oprócz wija na ekranie pojawiają się również inne wrogie postacie: muchy, które poruszają się pionowo i pozostawiają grzyby w miejscu, w którym przelatywały, pająki, które poruszają się chaotycznym zygzakiem po dole ekranu i niszczą grzyby gdy się z nimi zetkną, a także skorpiony, które poziomo przebiegają przez ekran i zatruwają wszystkie grzyby, które spotykają na drodze, nigdy nie pojawiają się one w polu, którym porusza się gracz. Gdy wij dotknie zatrutego grzyba zaczyna pionowo poruszać się w dół ekranu i wraca do normalnego poruszania się gdy go dotknie.
Gracz traci życie gdy uderzy go wij, lub inny przeciwnik, taki jak pająk lub mucha, po utracie życia, wszystkie uszkodzone grzyby odnawiają się.

## Odbiór
W 1983 czytelnicy magazynu Softline umieścili Centipede na dziewiątym miejscu listy Trzydziestu najpopularniejszych programów na 8-bitowe Atari. W 1984 roku gra otrzymała nagrodę w kategorii "Najlepsza gra akcji 1984 roku" na piątej gali Arkie Awards, sędziowie uzasadnili swój wybór stwierdzając, że "Centipede na konsole Atari jest najlepszym portem gier automatowych, jaki można kupić".